# Christian Kabasele
Christian Kabasele (Lubumbashi, 1991. február 24. –) zairei születésű belga válogatott labdarúgó, aki jelenleg a Watford FC játékosa.

## Sikerei, díjai
- Ludogorec
  - Bolgár bajnok: 2011–12
  - Bolgár kupa: 2011–12